# Zhang Yawen
Zhang Yawen (张亚雯S, Zhāng YàwénP; Chongqing, 9 marzo 1985) è una giocatrice di badminton cinese, vincitrice della medaglia di bronzo ai Giochi olimpici di Pechino 2008 nel doppio femminile, in coppia con Wei Yili.

## Palmarès
- Giochi olimpici

Pechino 2008: bronzo nel doppio femminile.
- Campionati mondiali di badminton

2005 - Anaheim: argento nel doppio misto e bronzo nel doppio femminile.
2006 - Madrid: argento nel doppio femminile.
2007 - Kuala Lumpur: bronzo nel doppio femminile e misto.
2009 - Hyderabad: oro nel doppio femminile.